# San Nicolas (Pangasinan)
San Nicolas is een gemeente in de Filipijnse provincie Pangasinan op het eiland Luzon. Bij de laatste census in 2007 had de gemeente ruim 33 duizend inwoners.

## Geografie

### Bestuurlijke indeling
San Nicolas is onderverdeeld in de volgende 33 barangays:
| - Bensican - Cabitnongan - Caboloan - Cacabugaoan - Calanutian - Calaocan - Camanggaan - Camindoroan - Casaratan - Dalumpinas - Fianza | - Lungao - Malico - Malilion - Nagkaysa - Nining - Poblacion East - Poblacion West - Salingcob - Salpad - San Felipe East - San Felipe West | - San Isidro - San Jose - San Rafael Centro - San Rafael East - San Rafael West - San Roque - Santa Maria East - Santa Maria West - Santo Tomas - Siblot - Sobol |

## Demografie
San Nicolas had bij de census van 2007 een inwoneraantal van 33.419 mensen. Dit zijn 2.001 mensen (6,4%) meer dan bij de vorige census van 2000. De gemiddelde jaarlijkse groei komt daarmee uit op 0,86%, hetgeen lager is dan het landelijk jaarlijks gemiddelde over deze periode (2,04%).